# 贊氏脂䲁
贊氏脂䲁（學名：Labrisomus xanti），為輻鰭魚綱䲁形目脂䲁科脂䲁屬的一個種，分布於東太平洋墨西哥下加利福尼亞州馬格達萊納灣和聖盧卡斯角海域，深度0至4公尺，本魚體壯，頭寬，吻鈍，眼大，鼻孔有觸鬚，每眼上方各有一根分枝的觸鬚，頸背兩側各有一束分枝繁茂的觸鬚，口大略斜，牙齒位於上顎前部中央，背鰭硬棘與鰭條之間有缺口，側線鱗64-69枚，體綠褐色，體側有約8條深色橫帶，眼後略下方有2條細深色條紋，背鰭前方有一黑色斑點，頭部和身體下部有許多白色小斑點，繁殖期雄魚頭部、身體和鰭呈橙紅色，頭部有藍色斑點，虹膜呈藍色，背鰭硬棘17-19枚、背鰭軟條10-12枚，臀鰭硬棘2枚、臀鰭軟條17-19枚，體長可達9.1公分，棲息在海藻生長的岩石區，以甲殼類為食，生活習性不明。